# Port de Stockholm Norvik
Le port de Norvik à Stockholm (en suédois : Stockholm Norvik Hamn, UN/LOCODE:SENRR) est un port situé à Nynäshamn en Suède,.

## Description
Le port de Norvik fait partie des ports de Stockholm.
Il a une superficie de 44 hectares, sa longueur de quai est de 975 mètres.
Avec une profondeur de 16,5 mètres profondeur il peut accueillir les plus grands navires entrant dans la mer Baltique.
Le port de Norvik dispose d'une liaison ferroviaire.
La compagnie Stena Line assure des transports de marchandises et de passagers vers Ventspils en Lettonie.

## Contrôle aux frontières
À Stockholm Norvik se trouve l'un des cinq contrôles frontaliers alimentaires du pays. Les denrées alimentaires importées de pays extérieurs à l'Union Européenne doivent être soumises à un contrôle aux frontières effectué par l'Agence suédoise de l'alimentation (sv).
À Stockholm Norvik, ce sont principalement les produits d'origine animale qui sont contrôlés, mais aussi certains légumes. Les importateurs de ces produits doivent notifier à l'avance les envois en cours pour inspection. L'inspection a lieu dans des locaux répondant à des exigences particulières.

## Histoire
Le 17 décembre 2008, les ports de Stockholm et un des plus grand opérateurs portuaires au monde Hutchison Whampoa (HP), basé à Hong Kong – ont signé un accord qui donne à HP le droit d'exploiter le port à conteneurs du port franc de Stockholm et des opportunités pour HP de développer de nouvelles opérations de conteneurs du port de Nynäshamn et du port de Stockholm Norvik.
L'accord porte sur 25 ans. 
Les travaux de construction du port de Stockholm Norvik ont commencé en 2016 et l'inauguration a eu lieu au printemps 2020.

## Galerie

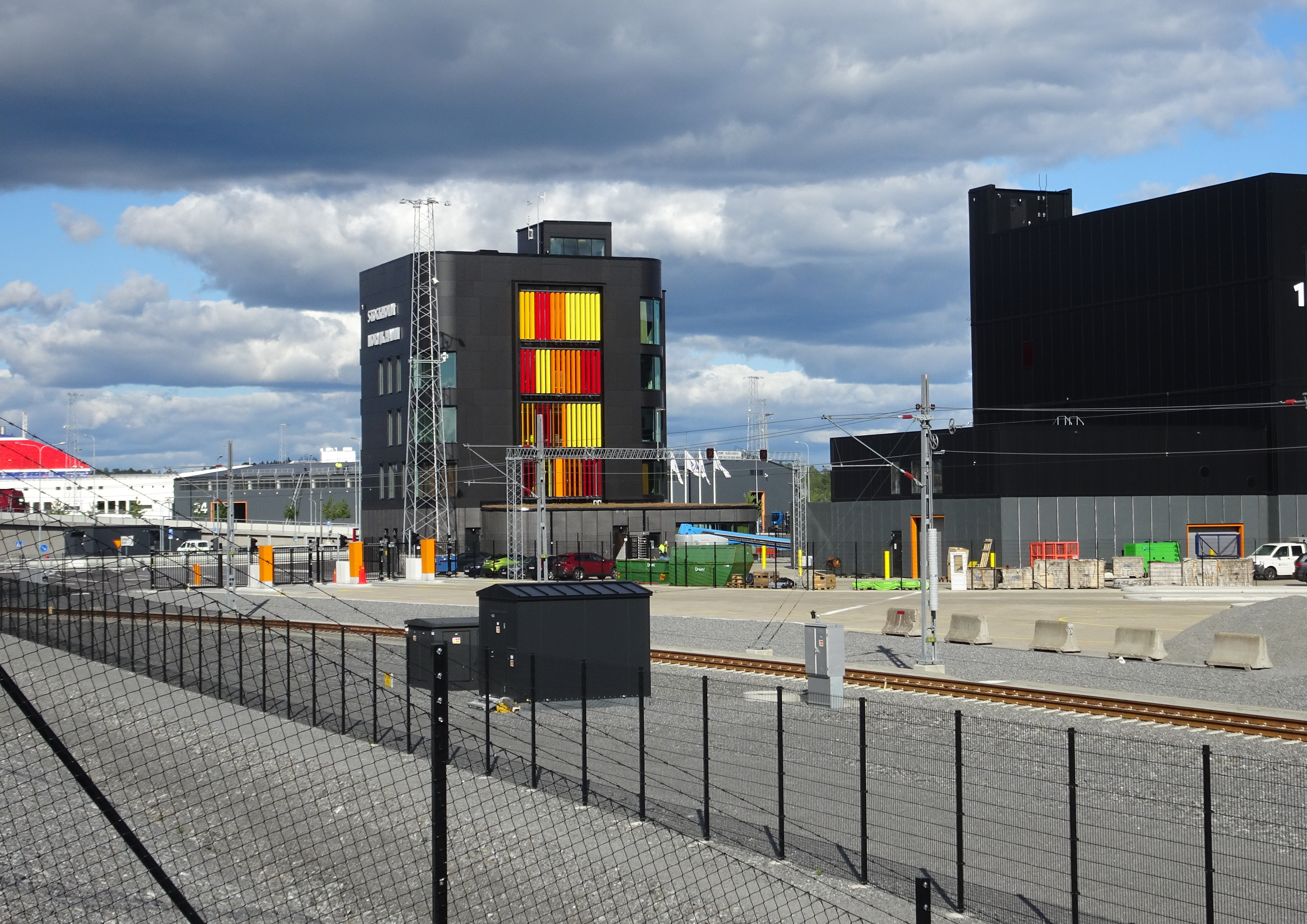
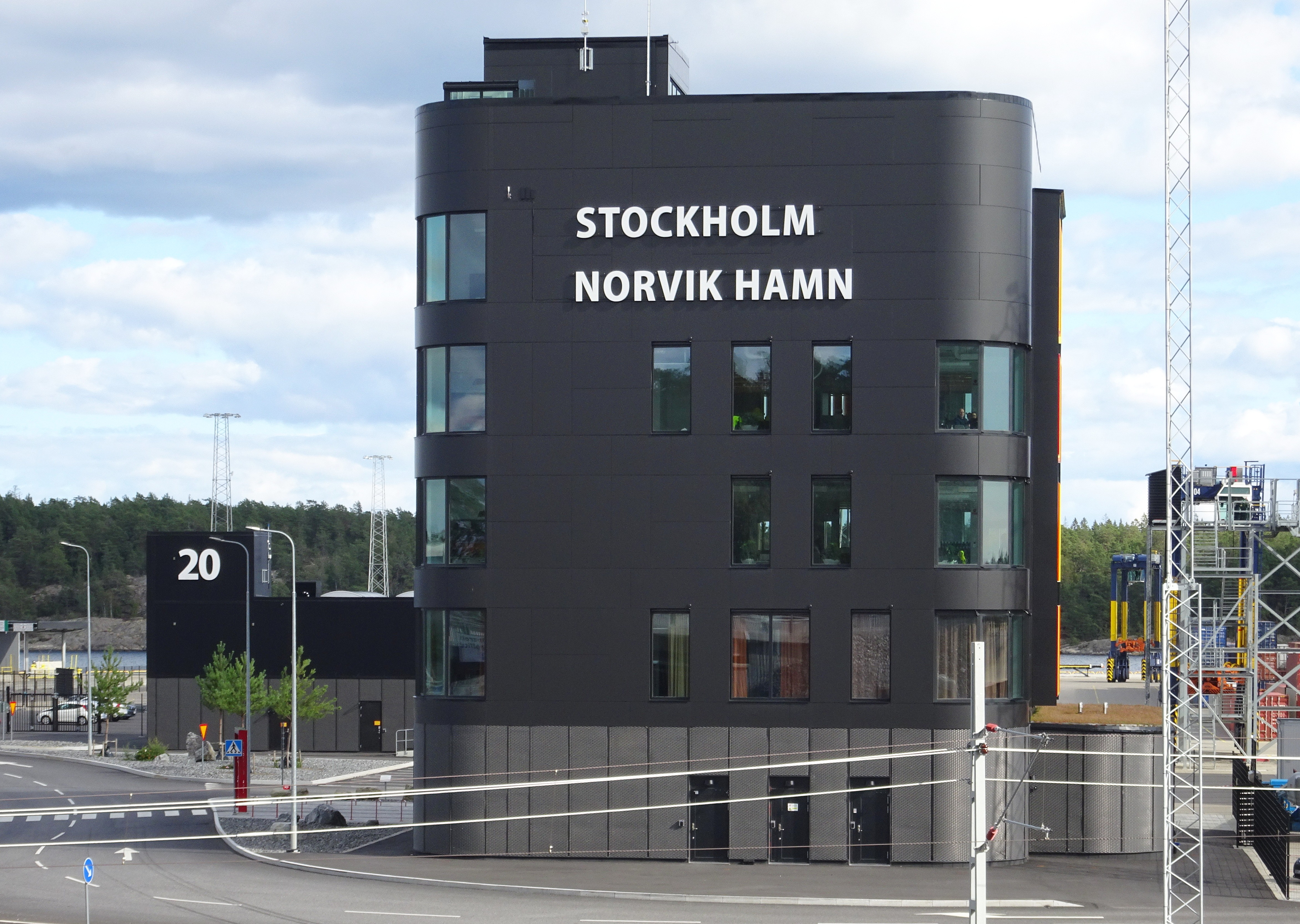
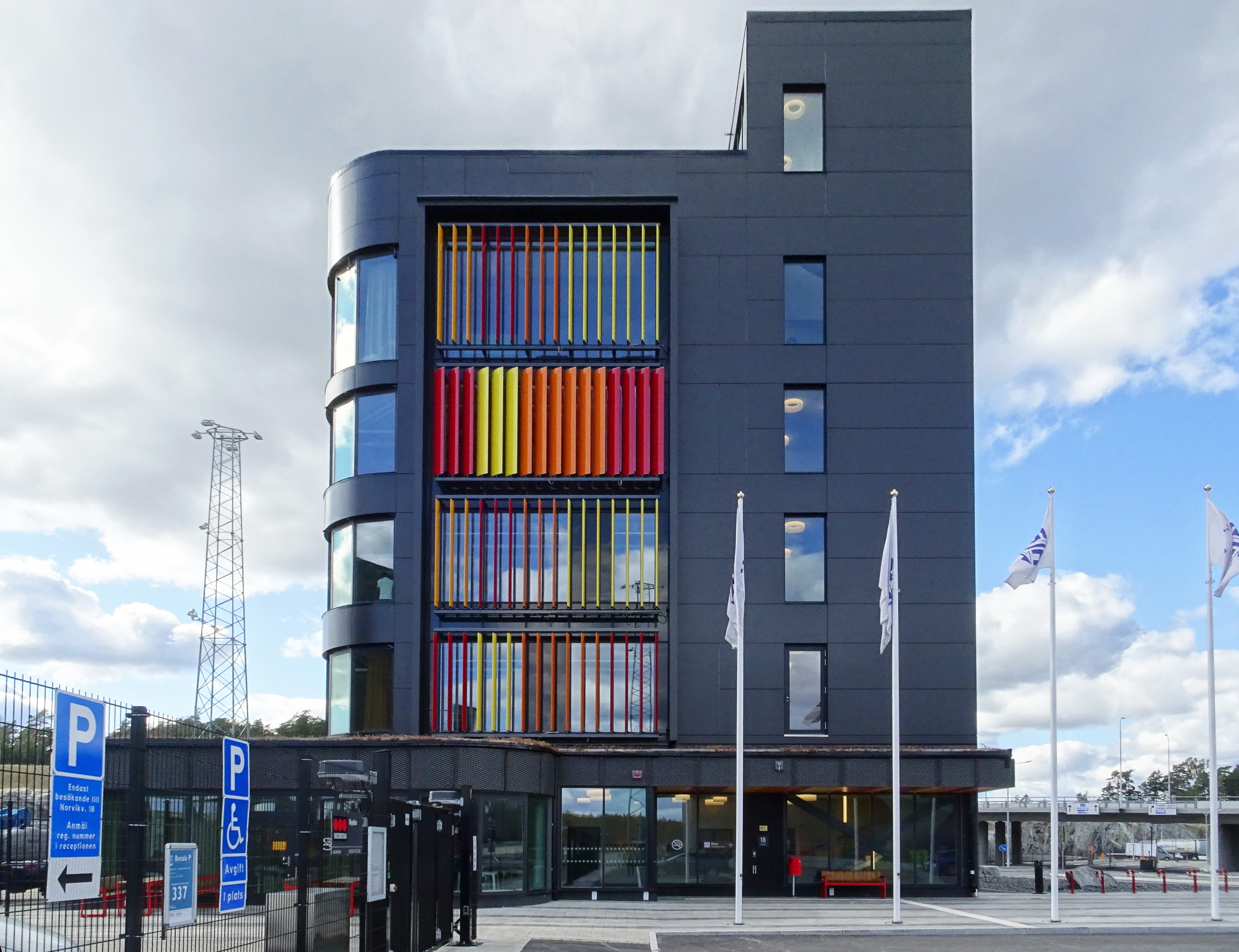
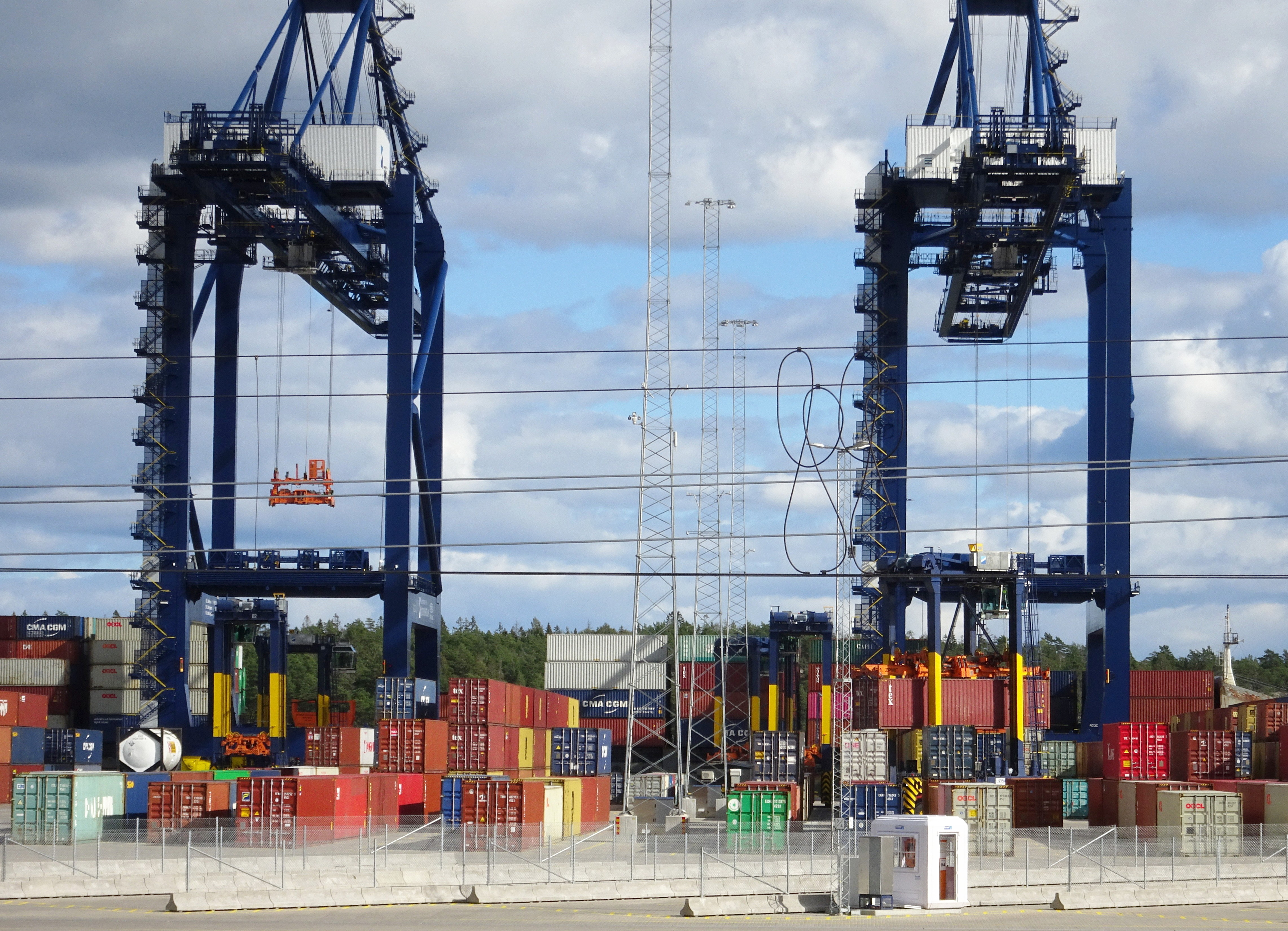